# Лодина (річка, Словаччина)
Лодина (словац. Lodina) — річка в Словаччині, права притока Горнаду, протікає в округах Левоча і Списька Нова Весь.
Довжина — 18.7-19 км. Витік знаходиться в масиві Левоцькі гори — на висоті близько 815 метрів. Протікає територією сіл Списький Гргов; Доманьовце; Списький Грушов і Вітковці.
Впадає в Горнад на висоті приблизно 339 метрів.